# بيفان موريس
بيفان موريس هو سياسي أسترالي، ولد في 3 مارس 1949 في أديلايد في أستراليا. نشط حزبياً في Natural Law Party (United States) ‏.